# Хауденшильд, Марк
Марк Ха́уденшильд (нем. Marc Haudenschild) — швейцарский кёрлингист.
В составе мужской сборной Швейцарии участник чемпионата мира 1998. Чемпион Швейцарии среди мужчин (1998). Участник двух чемпионатов мира среди юниоров (бронзовые призёры в 1989), двукратный чемпион Швейцарии среди юниоров.
Играл в основном на позиции третьего.

## Достижения
- Чемпионат Швейцарии по кёрлингу среди мужчин: золото (1998).
- Чемпионат мира по кёрлингу среди юниоров: бронза (1989).
- Чемпионат Швейцарии по кёрлингу среди юниоров: золото (1986, 1988).

- Команда всех звёзд (англ. All-Star Team) юниорского чемпионата мира: 1989.

## Команды
| Сезон   | Четвёртый        | Третий           | Второй        | Первый            | Запасной                                       | Турниры                       |
| ------- | ---------------- | ---------------- | ------------- | ----------------- | ---------------------------------------------- | ----------------------------- |
| 1986—87 | Маркус Эгглер    | Марк Хауденшильд | Frank Kobel   | Reto Huber        |                                                | ЧШЮ 1986 · ЧМЮ 1987 (4 место) |
| 1988—89 | Маркус Эгглер    | Марк Хауденшильд | Frank Kobel   | Reto Huber        | Штефан Трауб (ЧМЮ)                             | ЧШЮ 1988 · ЧМЮ 1989           |
| 1997—98 | Кристоф Шваллер  | Марк Хауденшильд | Рето Циглер   | Рольф Изели       | Роберт Хюрлиман (ЧМ) тренер: Фредерик Жан (ЧМ) | ЧШМ 1998 · ЧМ 1998 (8 место)  |
| 2004—05 | Марк Хауденшильд | Bohren Heinz     | Adrian Trosch | Jurg Thoni        |                                                |                               |
| 2005—06 | Марио Флюкигер   | Марк Хауденшильд | Heinz Bohren  | Jurg Thoni        |                                                |                               |
| 2006—07 | Марио Флюкигер   | Марк Хауденшильд | Heinz Bohren  | Nicolas Hauswirth |                                                |                               |
| 2008—09 | Björn Zryd       | Марк Хауденшильд | Stefan Maurer | Мартин Штуки      | Симон Гемпелер                                 |                               |

(скипы выделены полужирным шрифтом)